# Interface Message Processor

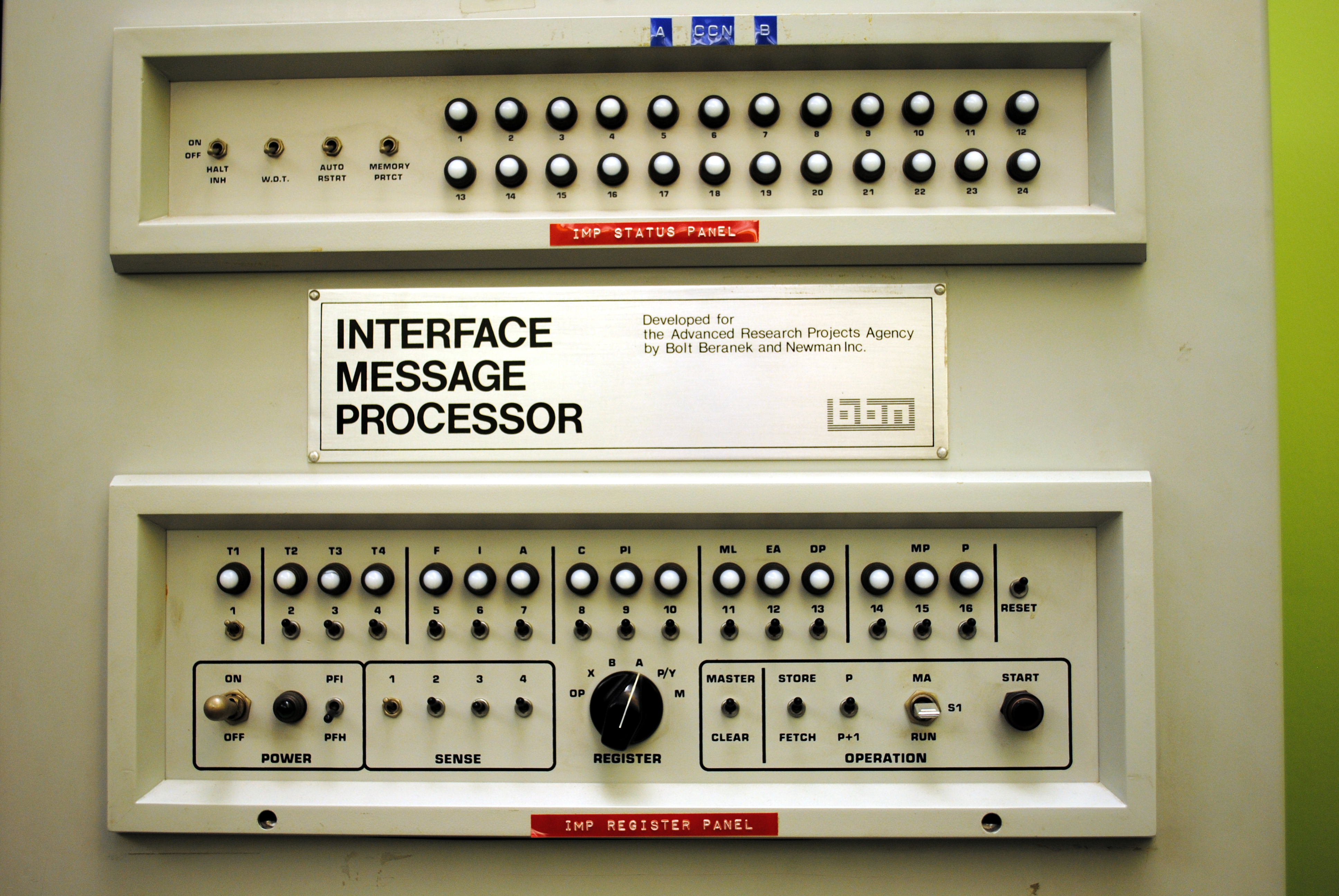
Die Front des ersten IMP

Ein Interface Message Processor (IMP) ist ein Paketvermittlungsknoten für das ARPANET und unmittelbarer Vorläufer moderner Router. IMPs sind ein Gegenstand des ersten Request for Comments vom April 1969, RFC 1.
IMPs basieren auf Minirechnern der Serie 16 von Honeywell. Zunächst wurden Honeywell DDP-516 in besonders robuster Ausführung verwendet, später Honeywell H316. Über spezielle serielle Hochgeschwindigkeitsschnittstellen kommunizierten die IMPs mit den Hosts, die sie ans ARPANET anbanden.
Der IMP wurde von Wesley A. Clark erdacht, der damals an der Washington University in St. Louis tätig war. Er schlug das Konzept im April 1967 bei einer Konferenz vor, zu der Lawrence Roberts geladen hatte, der Leiter des Projekts ARPANET. Bis dahin war vorgesehen gewesen, für jedes zu vernetzende Betriebssystem Software zu entwickeln, die die Interoperabilität von allen herstellen sollte. Clark schlug vor, eine Schnittstelle zu definieren, die für alle Systeme möglichst einfach zu realisieren war, und die Schnittstelle zum externen Netz separat für solche Systeme zu realisieren, die zwischen den anderen vermitteln konnten. Dieses Konzept wurde eine wesentliche Grundlage des späteren Internet.
Zum Juni 1968 verfassten Roberts und sein Mitarbeiter Barry Wessler auf der Grundlage einer zwischenzeitlich vom Stanford Research Institute erstellten Studie die endgültige Spezifikation des IMP.
Im Dezember 1968 erhielt Bolt, Beranek and Newman (BBN) den Auftrag für die ersten Implementierungen. Die Zusammensetzung des Teams, das die ersten IMP implementierte, war:
- Leitung: Frank Heart
- Software: Bernie Cosell, William Crowther, Robert E. Kahn, Hawley Rising, Dave Walden
- Hardware: Ben Barker, Severo Ornstein, Marty Thrope
- unbekannte Aufgabe: Bill Bertell (Honeywell), Jim Geisman, Truett Thach

Der erste IMP stand an der University of California, Los Angeles. Er war an eine Sigma 7 von Scientific Data Systems angeschlossen. Der zweite IMP wurde am Stanford Research Institute(SRI) aufgestellt und an eine SDS 940 angeschlossen. Die erste Kommunikation erfolgte am 29. Oktober 1969 unter der Leitung von Leonard Kleinrock. Es waren die ersten beiden Buchstaben des Wortes „login“. Das System stürzte ab, als der dritte Buchstabe gesendet wurde. Eine Stunde später gelang die fehlerfreie Übertragung.